# Håkan Hedberg
Håkan Halvar Hedberg, född 19 mars 1929 i Umeå, Västerbottens län, död 4 februari 2004 i Miami, Florida, USA, var en svensk journalist och författare.
Håkan Hedberg var son till arbetaren Gunnar Hedberg och Anna Victoria Sandberg. Han började 1948 arbeta som journalist och var verksam i Japan och Asien 1953–1964, åren 1968–69 och från 1970 som rapportör för bland andra Stockholms-Tidningen, Dagens Nyheter och Veckans affärer. Vid sistnämnda tidning var han även redaktionschef under en tid.
Håkan Hedberg gav ut flera böcker, som bland annat handlade om Japan. 
Han var från 1964 gift med Hanako Hedberg (1929–1982) från Japan. Han är begravd på Skogskyrkogården i Stockholm.